# Završje
Završje je naselje v Občini Trbovlje.